# Kapouska
Une proposition de fusion est en cours entre Kapouska et Kapuska.
Le kapouska est un ragoût de chou turc,. Il est consommé en Thrace orientale et dans les régions bordant la mer Noire.
Le poète turc Fethi Naci écrivait dans ses mémoires que, durant la Seconde Guerre mondiale, il détestait ce plat, considéré comme un repas de pauvre.

## Étymologie
Son nom dérive du russe капуста (kapousta), qui signifie « chou ».

## Préparation
Il est préparé de différentes façons suivant les régions : avec des pois chiches, du boulgour, du riz, de l'agneau, du bœuf, ou sans viande.